# Hédauville
Hédauville (picardisch: Hédeuville) ist eine nordfranzösische Gemeinde mit 107 Einwohnern (Stand 1. Januar 2022) im Département Somme in der Region Hauts-de-France. Die Gemeinde gehört zum Kanton Albert und ist Teil der Communauté de communes du Pays du Coquelicot.

## Geographie
Die Gemeinde liegt rund 7,5 km nordwestlich von Albert an der Kreuzung der Départementsstraßen D938 und D919. 

## Geschichte
Im 12. Jahrhundert gehörte der Ort dem Priorat Saint-Denis in Amiens. Im 13. Jahrhundert unterstand die Hälfte der Herrschaft der Abtei Corbie. Das Schloss wurde 1724 errichtet. In den 1970er Jahren gehörte es dem Humoristen Yves Lecoq.
Die Gemeinde erhielt als Auszeichnung das Croix de guerre 1914–1918.

## Einwohner
| 1962 | 1968 | 1975 | 1982 | 1990 | 1999 | 2006 | 2010 |
| ---- | ---- | ---- | ---- | ---- | ---- | ---- | ---- |
| 130  | 123  | 97   | 98   | 89   | 100  | 106  | 102  |

## Verwaltung
Bürgermeister (maire) ist seit 2001 Patrice Basserie.

## Sehenswürdigkeiten
- Das 1724 erbaute Schloss, seit 1979 als Monument historique eingetragen (Base Mérimée PA00116177), mit Taubenhaus.
- Die 1840 erbaute Kirche Saint-Jean-Baptiste.
- Kriegerdenkmal
- Britischer Soldatenfriedhof

## Persönlichkeiten
- Antoine Gosselin (1580–1645), in Hédauville geboren, Rektor der Universitäten Poitiers und Caen.